# 濱口宏夫
濵口 宏夫（はまぐち ひろお、1947年9月21日 - ）は、日本の化学者。東京大学名誉教授。台湾国立交通大学理学院講座教授。専門は、構造化学、光分子科学，分子分光学、生物物理化学など。

## 経歴
- 1970年 東京大学理学部化学科卒業
- 1975年 東京大学大学院理学系研究科化学専攻博士課程修了（理学博士）
- 1975年 東京大学理学部助手
- 1981年 東京大学理学部講師
- 1983年 東京大学理学部助教授
- 1990年 神奈川科学技術アカデミー研究室長
- 1995年 東京大学教養学部教授
- 1997年 東京大学大学院理学系研究科化学専攻物理化学講座教授
- 2007年 台湾国立交通大学理学院講座教授を兼任 (現職)
- 2012年 東京大学名誉教授

## 研究
時間分解ラマン分光などの新規分光手法を開発し、反応中間体の解析や、細胞レベルでの生命現象の解明に挑んでいる。

## 受賞
- Meggers Award (2005年)
- 日本分光学会賞 (2006年)
- 日本化学会賞 (2009年)
- TRVS (Time-resolved Vibrational Spectroscopy) Award (2009年)

## 受章
- 紫綬褒章（2012年）[1]
- 瑞宝中綬章（2020年）[2][3]